# إيلانيا
أول مستوطنة صهيونية في منطقة الجليل الأسفل حيث قامت شركة يكا بابتياع أرض أقامت عليها لاحقا مستعمرة إيلانيا لاحقًا في يناير 1902 على أرض تقع مقابل قرية الشجرة الفلسطينية بقضاء طبريا. وقد ابتاعتها من سليم العمري واخواته من دمشق.
في كتاب الإخبارية الموقع باسم "محمد أرسلان" بتاريخ 1891 أورد أن اليهود المهاجرين والمدعومين من المنظمات اليهودية والصهيونية التي مركزها في باريس ولندن، والتي وراءها اليهود الأثرياء وأصحاب النفوذ في العالم- استولوا على الأراضي التابعة لوقف الجامع في ناحية الشجرة التابعة لطربيا.
وأفاد مختار قرية الشجرة في قضاء طبريا "عيسى القاسم" وأعيان القرية في عريضة الشكوى أرسلها إلى الباب العالي أرسلوها بتاريخ 16 تشرين الثاني 1895 إن الإداريين المحليين في طربيا تعاونوا مع وكلاء المهاجرين اليهود، وحملوا الفلاحين على بيع أراضيهم لليهود سلبًًا ونهبا بالتهديد. وتذكر في في العريضة الرشوة، والقمع، والممارسات المخالفة للقوانين والأنظمة، والمعاملات التي قام بها المأمورون والإداريون المحليون بصورة تعارض مصالح الشعب.
فقد حمل وكلاء المهاجرين اليهود الأجانب والمسؤولون في حكومة طربيا، بعض الناس على بيع أراضيهم بالوعود أحياناً وبالتهديد أحيانا أخرى. وكانوا يمنعون الأشخاص الذي يحَُملون على بيع أراضيهم من الحضور في أثناء البيع في مركز القضاء، ويمنعون عقد البيع علنا، ولهذا السبب كان باش كاتبُ المحكمة "قاسم أفندي شقري" يبعث نائبه إلى القرية لتسجيل أسماء الألشخاص الذين سيجري بيع أراضيهم، لكنه في واقع الأمر كان يأخذ وكالة البيع من هؤلاء الأشخاص بطريقة وهمية. وكان اليهود الطالبون للأراضي ينظمون وكالة البيع بالتعاون مع القائم مقام والنائب والكاتب المذكور اسمه.